# マット・バレラ
マット・バレラ（Matthew Ramon Barela、1974年3月12日 - ）は、アメリカ合衆国のプロレスラー。カリフォルニア州ロサンゼルス出身。TNAではアナーキア（Anarquia）、OVWではマティアス・クレメンテ（Matias Clemente）やロウ・ライダー(Low Rider）というリングネームで活動しており、現在はロウ・ライダーのネームで活動している。

## 来歴

### OVW（1999-2011）
バレラはオハイオ・バレー・レスリング（OVW）で訓練を積み、1999年にラウル・ラ・モッタとロス・ロコスと言うタッグ名でコンビのデビューする 。その後OVW南部タッグチーム王座を獲得するもタッグは解散し、バレラはやロウ・ライダー（Low Rider）にリングネームを変えてシングルに転向する。
改名後はメイン・イベント出場するようになり、OVWのシングル最高峰のベルトであるOVWヘビー級王座を2回獲得し、観客の熱い声援を送られるようになった。そして、2011年1月8日の3wayケージマッチでラストマッチを行ない、クリフ・コンプトンに破れOVWから離脱した。

### TNA(2011–2012)
3月13日にTNAのPPVであるVictory Roadのヘルナンデス対マット・モーガンのファースト・ブラッド・マッチにヘルナンデスを助けるファンとして乱入する形で登場を果たす。PPV後の通常放送のヘルナンデス、サリータ、ロシータのメキシカン・アメリカとマット・モーガン、アンジェリーナ・ラブ、ウィンターのストリート・ファイト形式の6人タッグマッチに再び登場してマット・モーガンを攻撃している。
3月24日の放送でバレラは反アメリカユニットの新しい一員として紹介され、アナーキア（Anarquia）というリングネームで活動を開始。
7月14日の放送でロシータの介入を経てブリティッシュ・インベンション（ダグラス・ウィリアムズとマグナスのタッグ）を破り、TNA世界タッグチーム王座への挑戦権を獲得。8月のHardcore Justiceでビアマネー・インク（ロバート・ルードとジェームズ・ストームのタッグ）に挑戦権を行使するも負けてしまうが、通常放送で再度挑戦をした際にメキシカンヘビー級王座保持者のジェフ・ジャレットの介入もあり、タッグ王座を初獲得している。
9月のNo Surrenderでロシータとサリータの手助けを借り、ディアンジェロ・ディネロとディーボンのタッグ相手に防衛している。また、5月のSacrificeでジェシー・ニールがヘルナンデスの攻撃で負傷したことをきっかけに抗争を開始、10月のBound for Gloryのダークマッチでインク・インク（シャノン・ムーアとジェシー・ニールのタッグ）とタイトルを賭け再び対戦し勝利。11月のTurning Point でメキシカン・アメリカはサリータを、インク・インクはトキシンを加えて6人タッグマッチでタイトルを賭け対戦し再び勝利する。しかし、PPV後の通常放送でマット・モーガン、クリムゾン組とのタイトルマッチに敗れ王座を手放してしまい、リマッチ権を行使するも失敗に終わってしまう 。
12月6日にTNAはOVWを下部組織として契約、アナーキアはOVWへ降格となってしまった。3月後にヘルナンデスと共に通常放送で復帰し、サモア・ジョーとマグナスのTNA世界タッグ王座組みに挑戦するも失敗。4月26日のカート・アングルとの試合にサブミッションで負けたのを最後に、翌日にはTNAのウェブサイトから名前が削除され、4日後にTNAから解雇された。

### 活動再開(2014-現在)
2年間の非活動期間を経てOVWの頃のリングネームであるロウ・ライダーでインディーでの活動を再開。2014年1月にインスパイア・プロレスリング(Inspire Pro Wrestling)に参戦をしている。

## 得意技
チカーノ・ユー・ターン
抱え込み式バックドロップへ持ち上げ体をひねりロック・ボトムの要領で叩きつける
ダブルアーム・スープレックス
ハングマンズ・ネックブリーカー

## 獲得タイトル
OVW（Ohio Valley Wrestling）
- OVWヘビー級王座:2回
- OVW南部タッグチーム王座：2回 （w/ラウル・ロコ、ラモッタ）

TNA(Total Nonstop Action Wrestling)
- TNA世界タッグチーム王座：1回　（w/ヘルナンデス）

## その他
- スペイン語交じりでインタビューに答える事がある。